# Taishi Taguchi
Taishi Taguchi (Naha, Prefectura d'Okinawa, Japó, 16 de març de 1991) és un futbolista japonès que disputà tres partits amb la selecció del Japó.